# John Mawe
John Mawe (1764 – 1829) est un minéralogiste britannique.

## Biographie
Mawe est né à Derby en 1764. Sa mère étant morte quand il avait dix ans, il fut élevé par la seconde femme de son père Samuel Maw(e), Francis (née Beighton). Il semble avoir passé quinze de ses premières années à la mer. En 1790, il devint capitaine du navire marchand Trent, commerçant avec Saint-Pétersbourg. 
En 1793, Mawe était apprenti chez Richard Brown (1736–1816), maçon à Derby. Le 1er novembre de l'année suivante, il épousait sa fille Sarah. La même année était créée la société Brown & Mawe. En 1797 elle vendait au détail, près de Covent Garden, des objets en marbre du Derbyshire fabriqués dans l'atelier de Derby. Mawe dirigeait l'entreprise. On considère aujourd'hui comme probable que Brown & Mawe ait créé certains au moins des schémas de strates géologiques du Derbyshire faits au moyen de minéraux locaux, aujourd'hui visibles au musée de Derby et qui furent longtemps tous attribués à White Watson.

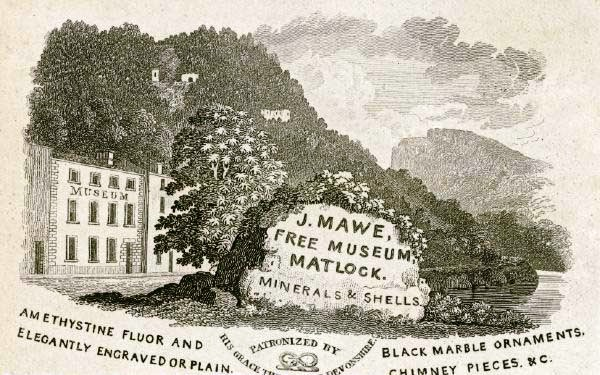
Le musée de John Mawe à Matlock Bath.

Vers la fin du siècle, Mawe fit le tour de la plupart des mines d'Angleterre et d'Écosse, collectant des minéraux pour le cabinet du roi d'Espagne. En 1800, il possédait le magasin de fluorine des musées royaux à Matlock Bath, ce qui devait par l'intermédiaire de son agent le faire entrer en conflit avec Thomas Pearson à propos des mines environnantes.
En août 1804, il commençait un « voyage d'expérimentation commerciale » vers le Rio de la Plata, financé par le prince régent du Portugal. Sa mission était d'évaluer la capacité des industries de l'or et du diamant à revitaliser l'économie chancelante du Brésil. Mawe avait atteint Cadix quand la guerre éclata entre l'Angleterre et l'Espagne. Bloqué dans la ville, il tomba malade et faillit mourir. Il quitta Cadix en mars 1805 pour voguer vers Montevideo, où une fois arrivé il fut emprisonné comme espion anglais. Il retrouva la liberté peu après, mais fut interné et n'obtint pas d'être relâché avant la prise de la ville par William Beresford en 1806. Il accompagna l'expédition conduite par John Whitelocke contre Buenos Aires. De retour à Montevideo, il acheta une goélette et navigua vers le Brésil, faisant escale en chemin dans divers ports, dont l'île de Santa Catarina. Au Brésil, il fut bien reçu par le prince régent qui lui donna la permission de visiter les mines de Minas Gerais et d'autres parties de l'intérieur du pays, entre 1809 et 1810, tout en lui donnant accès aux archives gouvernementales.
Mawe revint à Londres en 1811 et ouvrit une boutique sur The Strand, près de Somerset House, qui le fit connaître en tant que minéralogiste. En 1813, il fut élu à la Société royale de géologie de Cornouailles et en 1817 reçut le diplôme de la Société de minéralogie d'Iéna. 
John et Sarah Mawe ont eu deux enfants, une fille et un garçon. Leur fils, John Saint Mawe (1797–1820), mourut à 22 ans ; Sarah demanda dans ses dernières volontés à être enterrée à ses côtés. Leur fille épousa Anthony Tissington Tatlow (1789–1828), qui devint le partenaire de Mawe dans une boutique de Cheltenham en 1816.
Mawe mourut à Londres le 26 octobre 1829. Une stèle à sa mémoire se trouve dans l'église de Castleton (Derbyshire). Ses affaires furent poursuivies par le minéralogiste James Tennant, en partenariat avec Sarah, la veuve de Mawe, jusqu'en 1840. Sarah Mawe conserva le titre de Minéralogiste de Sa Majesté jusqu'à sa retraite.

## Œuvres

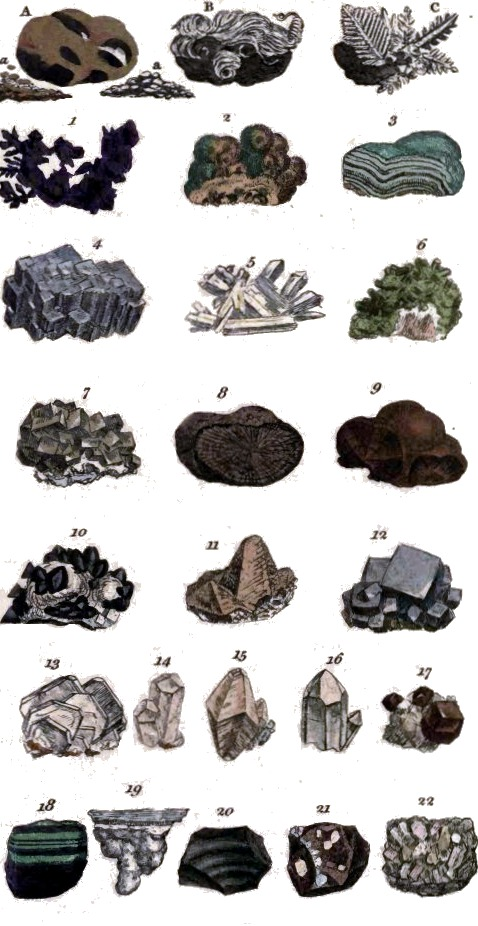
Illustration de James Sowerby & sons pour la 3e édition (1821) des Familiar Lessons on Mineralogy and Geology.

L'œuvre principale de Mawe est son compte rendu de voyage en Amérique du Sud, Travels in the Interior of Brazil, Londres, 1812 ; Philadelphie, 1816 ; 2e édition 1823.
Il écrivit aussi : 
1. The Mineralogy of Derbyshire, 1802 ;
2. A Treatise on Diamonds and Precious Stones, 1813 ; 2e éd. 1823 ;
3. A Catalogue of Minerals, 1815 ;
4. A Descriptive Catalogue of Minerals, 1816 ; 4e éd. 1821 ; réimprimé en 1823 ;
5. Familiar Lessons on Mineralogy and Geology, 1819 ; 10e éd. 1828 ;
6. Amateur Lapidary's Guide, 3e éd. 1823 ; 1827 ;
7. Instructions for the use of the Blow-pipe and Chemical Tests, 4e éd. 1825 ;
8. The Voyager's Companion or Shell-Collector's Pilot, 1821 ; 4e éd. 1825 ;
9. The Linnæan System of Conchology, 1823.

Il édita la deuxième édition de l'Introduction to Conchology de Wodarch (1822) et écrivit un article sur « The Occurrence of Diamonds, &c., in Brazil » pour les Annalen de Gilbert (1818), ainsi qu'un autre « On the Tourmaline and Apatite of Devonshire » pour le Quart. Journ. of Science (1818). Il semble avoir aussi publié « Directions to Captains of Ships, Officers, and Travellers; particularly to those engaged in the South Sea Fishery » (sur la collecte des coquillages). Un article manuscrit « On a Gold Mine in South America » est conservé à la bibliothèque de la Geological Society of London.
Plusieurs des publications de Mawe sont abondamment illustrées par James Sowerby et ses fils, spécialistes des planches détaillées en couleur.